# Мбанго Этон, Франсуаза
Франсуаза Мбанго Этон (фр. Françoise Mbango Etone, род. 14 апреля 1976 года в Яунде, Камерун) — французская и камерунская легкоатлетка (тройной прыжок и прыжки в длину).
- Двукратная олимпийская чемпионка в тройном прыжке:
  - 2004 — 15 м 30 см
  - 2008 — 15 м 39 см (второй результат в истории тройного прыжка)
- Двукратная вице-чемпионка мира в тройном прыжке: 2001 и 2003
- Трёхкратная чемпионка Африки:
  - 2002 — тройной прыжок и прыжки в длину
  - 2008 — тройной прыжок

Стала первой легкоатлеткой из Камеруна, выигравшей медаль на чемпионате мира и Олимпийских играх.
В 2010 году стала гражданкой Франции и завершала карьеру, выступая за эту страну, но не добившись значимых успехов на международном уровне. Не смогла пройти отбор на Олимпийские игры 2012 года.

## Достижения на Олимпиадах и чемпионатах мира
| Год  | Событие                           | Вид спорта     | Результат | Место |
| ---- | --------------------------------- | -------------- | --------- | ----- |
| 2001 | Чемпионат мира по лёгкой атлетике | Тройной прыжок | 14,60 м   | 2     |
| 2003 | Чемпионат мира по лёгкой атлетике | Тройной прыжок | 15,05 м   | 2     |
| 2004 | Олимпийские игры                  | Тройной прыжок | 15,30 м   | 1     |
| 2008 | Олимпийские игры                  | Тройной прыжок | 15,39 м   | 1     |